# إيرل ويلسون (لاعب كرة قدم أمريكية)
إيرل ويلسون (بالإنجليزية: Earl Wilson)‏ هو لاعب كرة قدم أمريكية أمريكي، ولد في 13 سبتمبر 1958 في لونغ برانش في الولايات المتحدة.

## وصلات خارجية
- إيرل ويلسون على موقع مرجع كرة القدم المحترفة.كوم (الإنجليزية)
- إيرل ويلسون على موقع JustSportsStats.com (الإنجليزية)